# Dawn Birley
Dawn Jani Birley (Regina, 30 novembre 1977) è un'attrice, conduttrice televisiva, taekwondoka ed educatrice per sordi canadese.

## Carriera
Sorda dalla nascita, proviene da una famiglia di sordi. È taekwondoka. Al Gallaudet University è stata premiata con la laurea honoris causa nel 2016 per la cultura sorda Riksteatern, il teatro della cultura sorda svedese.
È cofondatrice e conduttrice della web tv H3world (H3 Network Media Alliance).
Segna fluentemente le lingue dei segni americana (ASL), finlandese, norvegese, svedese e Signuno (lingua dei segni internazionale).